# Max Kaltenhauser
Maximilian „Max“ Kaltenhauser (* 15. April 1981 in Ebersberg) ist ein ehemaliger deutscher Eishockeyspieler und derzeitiger -trainer.

## Spielerkarriere
Von der Jugendabteilung des EHC Klostersee kommend, wechselte Kaltenhauser zur Saison 1998/99 zum EV Landshut, wo er 30 Spiele in der Junioren-Bundesliga absolvierte und auch im Oberliga-Team des EVL eingesetzt wurde. Im Verlauf seiner Karriere spielte er 161-mal in der zweiten Liga, 403-mal für Drittligisten und 159 mal für Viertligavereine. In der Zeit stieg er mit ETC Crimmitschau in der Saison 2005/06 in die 2. Bundesliga auf, mit dem EV Landshut wurde er im Spieljahr 1999/2000 Oberliga-Vizemeister, mit dem EHC Waldkraiburg gewann er im Spieljahr 2015/16 die „Bayerische Meisterschaft“, wurde BEV-Playoff-Meister und stieg in die Oberliga auf. Mit Ablauf der Saison 2017/18 beendete er seine Karriere als Spieler.

## Trainerkarriere
Neben seiner aktiven Zeit als Spieler beim EHC Waldkraiburg war Kaltenhauser auch als Nachwuchstrainer bei den Starbulls Rosenheim tätig. Am Ende seiner Spielerlaufbahn wechselte er im Sommer 2018 als Nachwuchstrainer zum EV Regensburg. Nach einem enttäuschenden Saisonstart 2019/20, in der die Eisbären Regensburg mit Rang 11 nur auf dem vorletzten Platz standen, wurde Cheftrainer Igor Pawlow beurlaubt und Max Kaltenhauser übernahm als Trainer die Regensburger Oberligamannschaft. Er führte die erste Mannschaft des EV Regensburg im Frühjahr 2022 zur Deutschen Oberligameisterschaft, stieg in die DEL2 auf, gewann in der Saison 2023/24 die DEL2-Meisterschaft und wurde zum DEL2-Trainer des Jahres gewählt.
Nach dem Erfolg wechselte er im Juni 2024 in den Trainerstab des EHC Red Bull München, wo er als Assistenztrainer von Toni Söderholm fungierte. Nach dessen Entlassung Mitte Oktober 2024 übernahm Kaltenhauser zunächst auf Interimsbasis den Posten des Cheftrainers bei den Münchnern. Die Leistungen der Mannschaft unter seiner Ägide bewirkten Anfang November, dass Kaltenhauser bis zum Saisonende in seinem Amt bestätigt wurde. Am 21. Januar 2025 erbat Kaltenhauser aus privaten Gründen um Freistellung aus seinem Amt und wurde daraufhin durch Don Jackson ersetzt. Im Sommer 2025 kehrte er als Assistent in den Trainerstab zurück.

## Erfolge und Auszeichnungen
Als Spieler
- 2006 Aufstieg in die 2. Bundesliga mit dem ETC Crimmitschau
- 2016 Meister der Bayernliga und Aufstieg in die Oberliga mit dem EHC Waldkraiburg
- 2017 BEV-Playoff-Meister mit dem EHC Waldkraiburg

Als Trainer
- 2022 Meister der Oberliga und Aufstieg in die DEL2 mit den Eisbären Regensburg
- 2024 Meister der DEL2 mit den Eisbären Regensburg
- 2024 DEL2–Trainer des Jahres